# Đam Rông
Đam Rông là một huyện miền núi nằm ở phía tây bắc tỉnh Lâm Đồng, Việt Nam.

## Địa lý
Huyện Đam Rông nằm ở phía tây bắc tỉnh Lâm Đồng, nằm trên cao nguyên Lâm Viên, có vị trí địa lý:
- Phía đông giáp huyện Lạc Dương
- Phía tây giáp huyện Đắk Glong, tỉnh Đắk Nông
- Phía nam giáp huyện Lâm Hà
- Phía bắc giáp huyện Lắk, tỉnh Đắk Lắk.

### Điều kiện tự nhiên

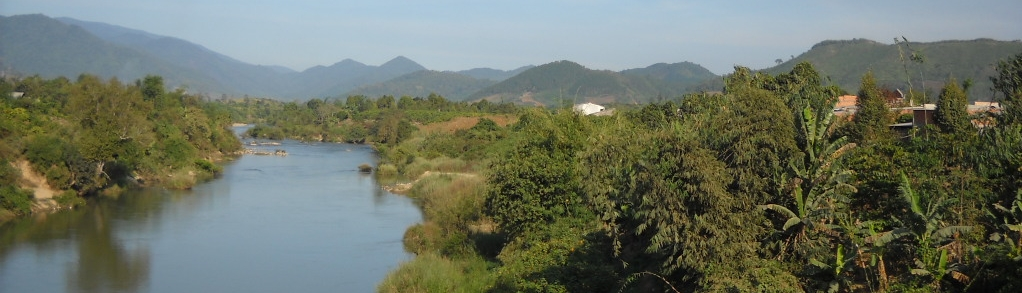
Sông Đa Mrông

Huyện Đam Rông là một huyện miền núi và nằm trên trục đường Quốc lộ 27 từ Lâm Đồng đi Đắk Lắk với tổng diện tích tự nhiên là 873,7 km², trong đó đa số là diện tích đất Lâm nghiệp với 66.909 ha, chiếm 77,1% diện tích tự nhiên. Đây là huyện nghèo, nằm trong số 62 huyện khó khăn của cả nước.
Có hướng thấp từ phía nam và tây nam xuống phía bắc và đông bắc, chủ yếu là núi cao đồi thấp và thung lũng, có thể phân thành 3 dạng địa hình:
- Địa hình núi cao: Diện tích khoảng 63.400 ha, chiếm 73,4% diện tích toàn huyện phân bổ theo hình cánh cung từ phía nam kéo sang đông bắc và tây bắc độ cao phổ biến từ 1.000 – 1.300m.
- Địa hình đồi thấp: diện tích 18.000 ha, chiếm 20,8% diện tích toàn huyện, phân bố tập trung ở khu vực giữa và phía bắc của huyện, độ cao trung bình từ 600 – 700m.
- Địa hình thung lũng: Diện tích 5.000 ha, chiếm 5,8% diện tích toàn huyện, phân bố tập trung ở khu vực phía đông bắc.

Khí hậu: thời tiết ở đây mang đặc trưng của vùng chuyển tiếp từ khí hậu nhiệt đới vùng núi cao mát lạnh quanh năm xuống vùng khí hậu nhiệt đới núi thấp nằm sâu trong nội địa phân hóa khá rõ thành 2 tiểu vùng:
- Tiểu vùng phía nam: khí hậu mát và ôn hòa quanh năm, nhiệt độ trung bình từ 20.5 °C – 21.5 °C, thích hợp với cây trồng xứ lạnh như: cà phê, chè.
- Tiểu vùng phía bắc: nhiệt độ trung bình khoảng 22 °C- 23 °C thích hợp với các loại cây trồng nhiệt đới.

## Hành chính

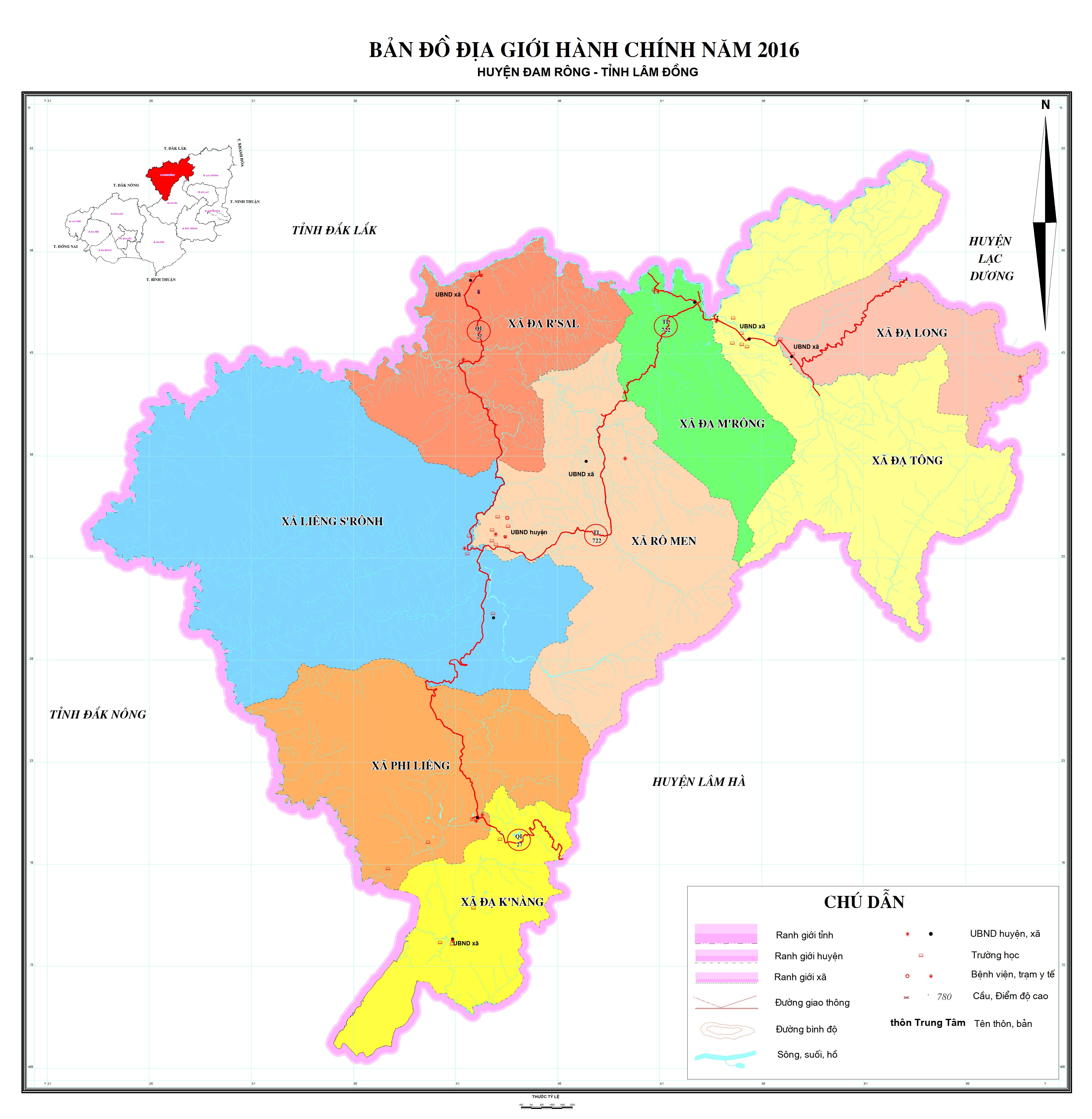
Bản đồ huyện Đam Rông

Huyện Đam Rông có 8 đơn vị hành chính cấp xã trực thuộc, bao gồm 8 xã: Đạ K'Nàng, Đạ Long, Đạ M'Rông, Đạ Rsal, Đạ Tông, Liêng S'Rônh, Phi Liêng, Rô Men (huyện lỵ).
| \| Tên \| Diện tích năm 2022 (km²) \| Dân số năm 2022 (người) \| Mật độ (người/km²) \| \| ------------ \| ------------------------ \| ----------------------- \| ------------------ \| \| Xã (8) \| \| \| \| \| Đạ K'Nàng \| 62,81 \| 9.274 \| 147 \| \| Đạ Long \| 53,47 \| 3.910 \| 73 \| \| Đạ M'Rông \| 54,59 \| 5.171 \| 94 \| \| Đạ Rsal \| 84,79 \| 10.204 \| 120 \| \| Đạ Tông \| 141,58 \| 9.931 \| 70 \| \| Liêng S'Rônh \| 236,95 \| 6.926 \| 29 \| \| Phi Liêng \| 109,74 \| 7.261 \| 66 \| \| Rô Men \| 128,62 \| 8.661 \| 67 \| \| Toàn huyện \| 872,55 \| 61.338 \| 70 \| |                          |                         |                    |
| Tờ trình số 175/TTr-SNV về việc phê duyệt Đề cương nhiệm vụ và Dự toán kinh phí xây dựng Đề án sắp xếp đơn vị hành chính cấp huyện, cấp xã giai đoạn 2023 – 2025 trên địa bàn tỉnh Lâm Đồng |                          |                         |                    |
| Tên | Diện tích năm 2022 (km²) | Dân số năm 2022 (người) | Mật độ (người/km²) |
| Xã (8) |                          |                         |                    |
| Đạ K'Nàng | 62,81                    | 9.274                   | 147                |
| Đạ Long | 53,47                    | 3.910                   | 73                 |
| Đạ M'Rông | 54,59                    | 5.171                   | 94                 |
| Đạ Rsal | 84,79                    | 10.204                  | 120                |
| Đạ Tông | 141,58                   | 9.931                   | 70                 |
| Liêng S'Rônh | 236,95                   | 6.926                   | 29                 |
| Phi Liêng | 109,74                   | 7.261                   | 66                 |
| Rô Men | 128,62                   | 8.661                   | 67                 |
| Toàn huyện | 872,55                   | 61.338                  | 70                 |

## Lịch sử
Ngày 17 tháng 11 năm 2004, Chính phủ ban hành Nghị định số 189/2004/NĐ-CP về việc thành lập huyện Đam Rông trên cơ sở tách 5 xã: Liêng S'Rônh, Đạ Rsal, Phi Liêng, Đạ K'Nàng, Rô Men thuộc huyện Lâm Hà và 3 xã: Đạ M'Rông, Đạ Tông, Đạ Long thuộc huyện Lạc Dương.
Sau khi thành lập, huyện có 89.220 ha diện tích tự nhiên và 30.633 người với 8 xã trực thuộc. Huyện lỵ đặt tại xã Rô Men.

## Dân số
Tổng dân số của toàn huyện đến nay là 12.010 hộ với 45.300 nhân khẩu, trong đó hầu hết là người đồng bào dân tộc thiểu số với 8.787 hộ/35.018 nhân khẩu (chiếm 74,4% dân số của toàn huyện) chủ yếu là đồng bào dân tộc thiểu số gốc Tây Nguyên và một số đồng bào dân tộc thiểu số di cư từ các tỉnh miền núi phía Bắc đến sinh sống như: Tày, Nùng, Dao, Mường, Thái, Hoa, H'Mông, Kinh,... tạo nên cộng đồng với trên 20 thành phần dân tộc chung sống, đoàn kết, giúp nhau cùng phát triển.
Huyện Đam Rông có diện tích 873,7 km², dân số ngày 1/4/2019 là 54.217 người, mật độ dân số đạt 62 người/km².
Huyện Đam Rông có diện tích 872,55 km², dân số tính đến ngày 31/12/2022 là 61.338 người, mật độ dân số đạt 70 người/km².

## Du lịch
Đam Rông nằm hướng tây bắc tỉnh Lâm Đồng, cách Đà Lạt 100 km theo hướng quốc lộ 27 đi Đắk Lắk, là huyện nghèo, mới thành lập từ năm 2004, nhưng đã được chính phủ quan tâm đầu tư, diện mạo huyện đang ngày càng đổi mới, đường giao thông đã được đầu tư thông thoáng, nhưng tiềm năng du lịch vẫn còn bỏ ngõ chưa được khai thác hết với nhiều thắng cảnh như:
- Rừng sinh thái Bằng Lăng: Thôn 1, xã Rô Men.
- Suối nước mát: Thôn 2, xã Rô Men.
- Suối nước nóng: Xã Đạ Long.
- Thác Tình Tang: Thôn Chiêng Cao Cil Múp, xã Đạ Tông.
- Thác Bảy Tầng: Xã Phi Liêng.

## Hình ảnh

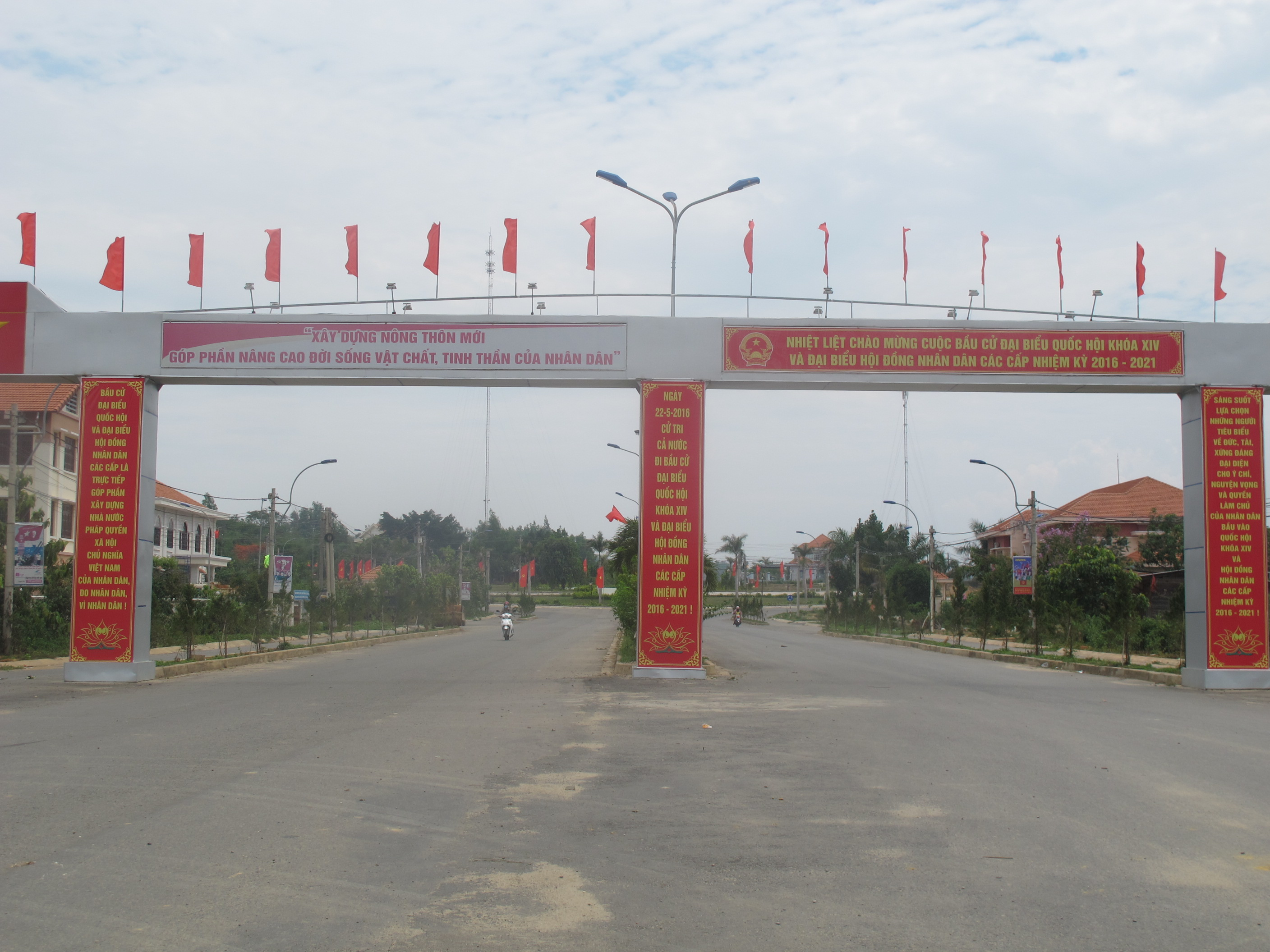
Cổng chào UBND huyện Đam Rông, Lâm Đồng
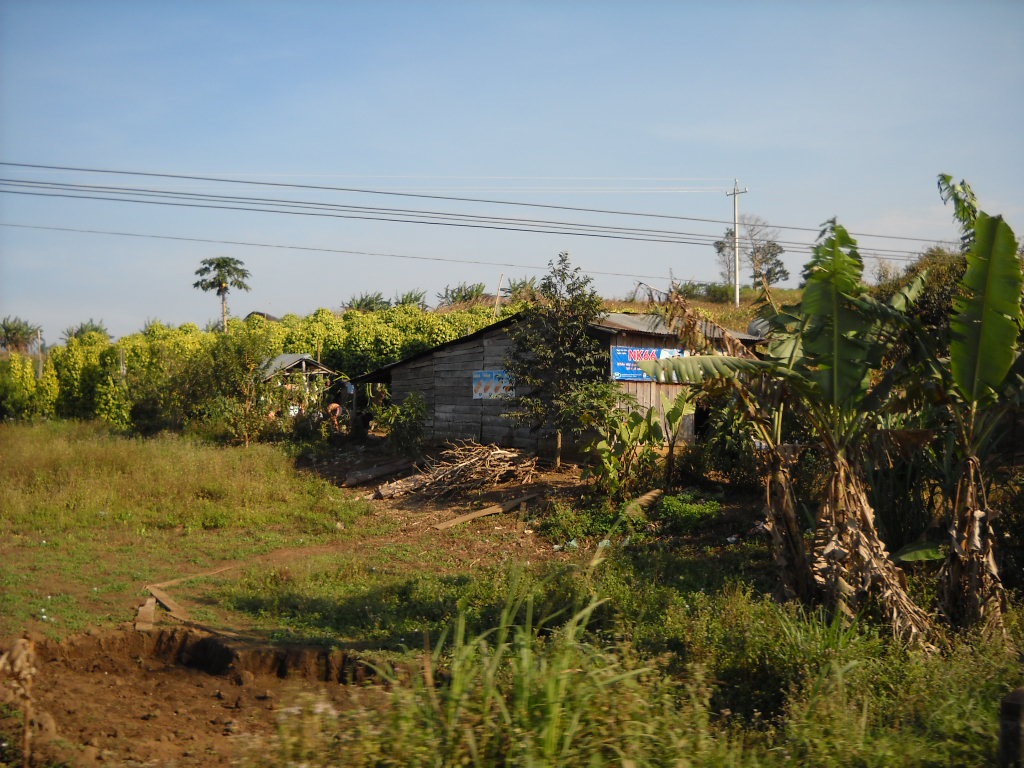
Cây hồ tiêu, Đam Rông, Lâm Đồng
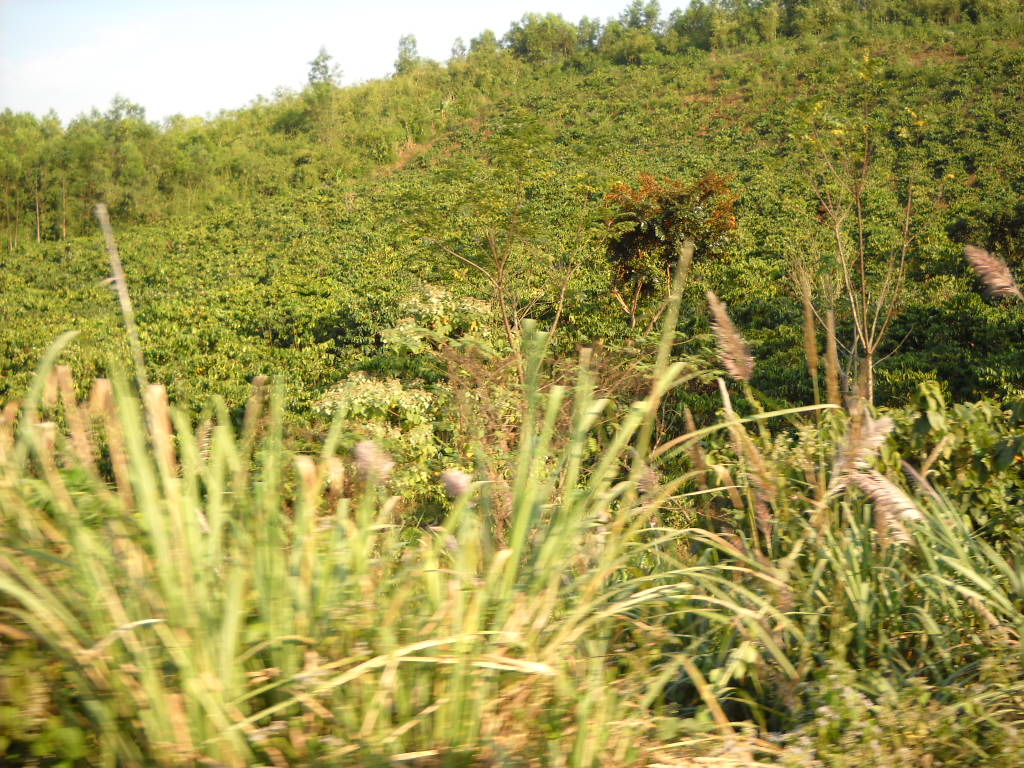
Đồi cây cafe, Đam Rông, Lâm Đồng
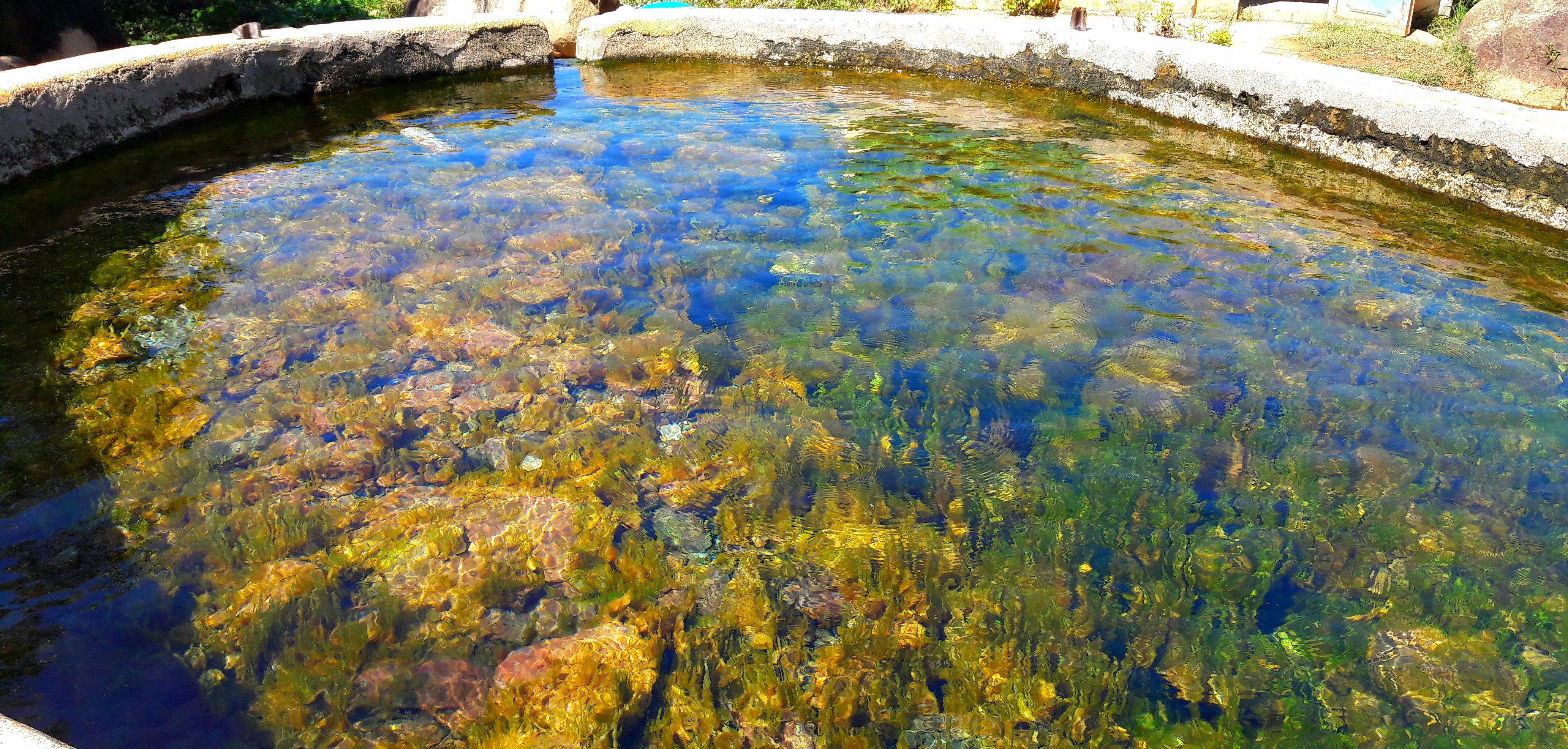
Suối nước nóng ở xã Đạ Long
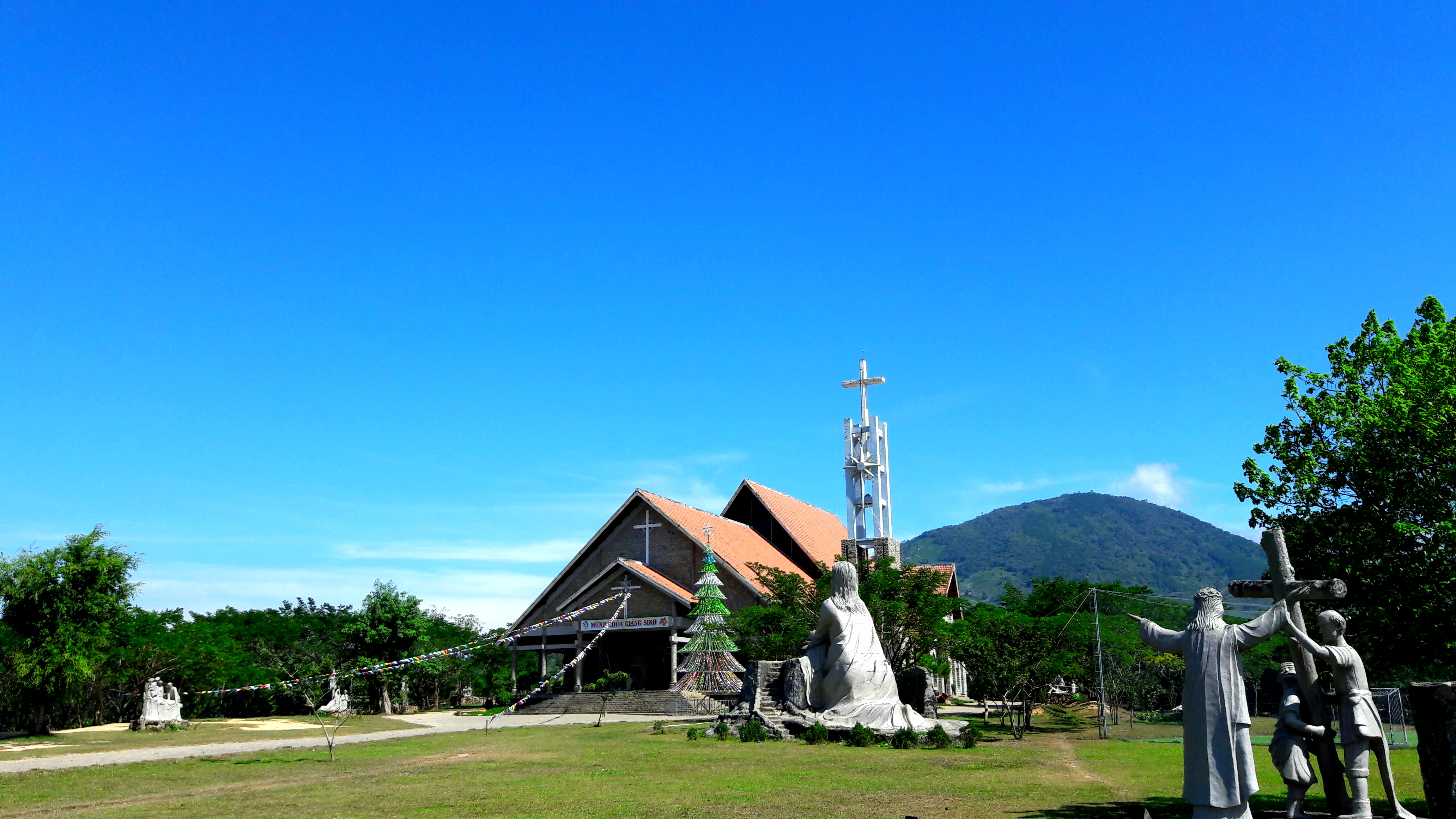
Nhà thờ Đạ Tông
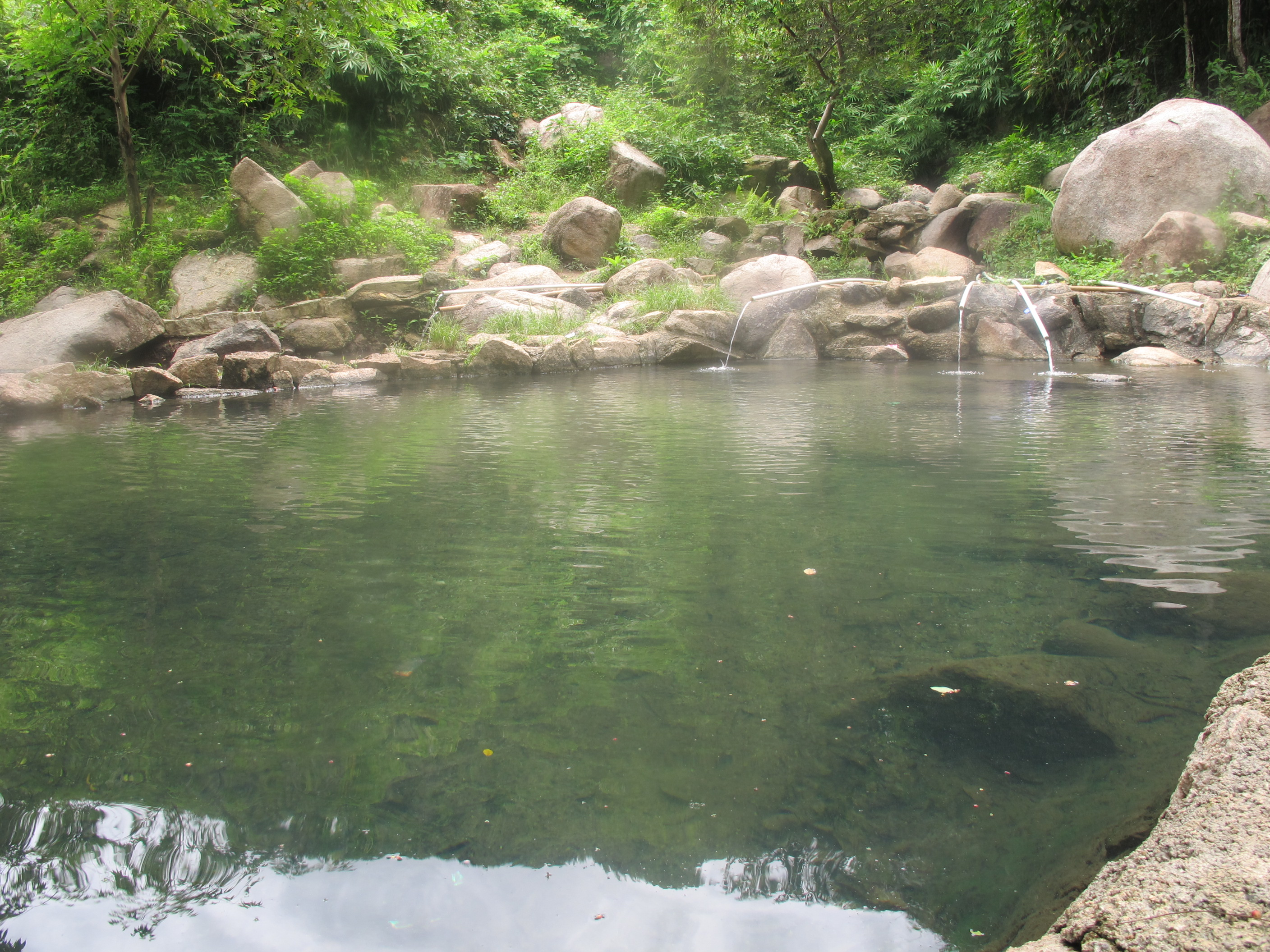
Suối nước nóng Đạ Long
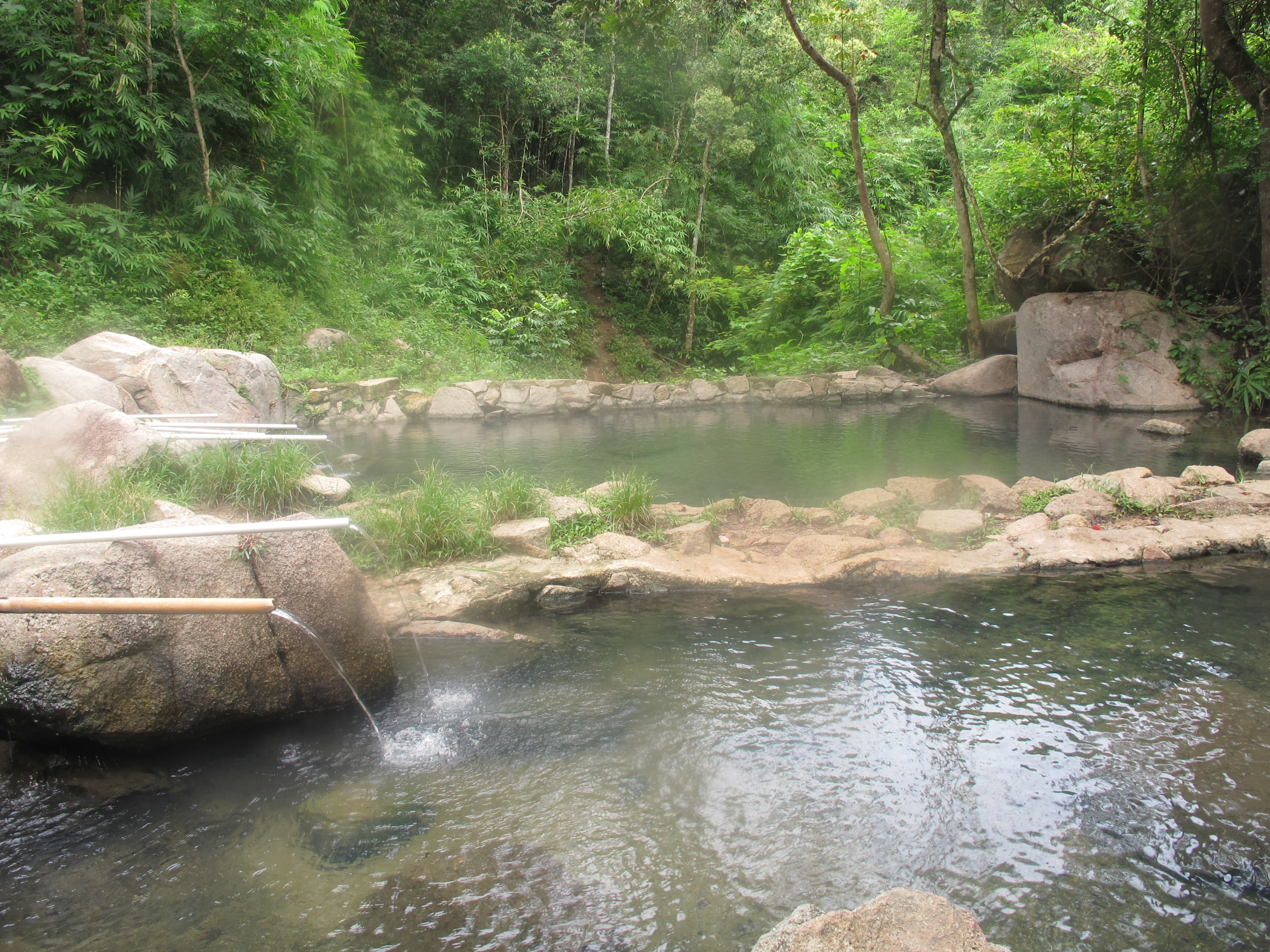
Suối nước nóng Đạ Long 2